# Burgwall-Stadion
Das Burgwall-Stadion ist ein Fußballstadion mit Leichtathletikanlage im Bremer Stadtteil Blumenthal. Mehrere Fußballvereine der Stadt nutzen die Spielstätte für ihre Heimspiele. Mit der LG Bremen-Nord ist auch ein Leichtathletikverein unter den Nutzern.

## Lage und Ausstattung
Das Stadion liegt in einem Waldgebiet im Nordbremer Stadtteil Blumenthal. Westlich der Spielstätte verläuft die Bundesautobahn 270, während südlich des Stadions die Straße Burgwall verläuft. Die Bezirkssportanlage umfasst vier Sportplätze, eine Calisthenics-Anlage und eine Sporthalle. Die Sportstätte bietet 5000 Stehplätze. Die Spielfläche besteht aus Naturrasen. Entlang der Schulseite verläuft eine Laufbahn für Leichtathletik, während hinter dem westlichen Tor eine Sprunggrube für den Weitsprung existiert. Eine Flutlichtanlage ist nicht vorhanden.

### Verkehr
Das Burgwall-Stadion liegt unweit des Verkehrsknotenpunktes Bahnhof Bremen-Blumenthal, welcher durch die S-Bahn Linie RS1 sowie die Buslinien 90, 91, 92, 94, 95 und 96 der BSAG erreichbar ist. Außerdem liegt es direkt an der Bundesautobahn A270 in der Nähe der Ausfahrt 2 (Bremen-Lüssum) und der Ausfahrt 3 (Bremen-Blumenthal). 

## Geschichte
Die Anlage wurde Anfang der 1950er Jahre erbaut und am 9. September 1951 mit einem Freundschaftsspiel zwischen dem Blumenthaler SV und Werder Bremen eröffnet. Neben dem Blumenthaler SV wird das Burgwall-Stadion noch vom SV Türkspor Bremen-Nord, der DJK Germania Blumenthal – welche aber vornehmlich auf Platz 3 (Kunstrasen) ihre Spiele austragen – und der LG Bremen-Nord genutzt. Der Blumenthaler SV spielte vier Jahre in der damals drittklassigen Oberliga Nord und ein Jahr in der viertklassigen Oberliga Niedersachsen/Bremen. Darüber hinaus spielte der Verein mehrfach im DFB-Pokal am Burgwall und empfing dort Proficlubs wie den MSV Duisburg, dem 1. FC Kaiserslautern und Werder Bremen. Den höchsten Zuschauerschnitt erreichte der Blumenthaler SV in der Saison 1974/75, als durchschnittlich 2427 Zuschauer zu den Heimspielen kamen.

### Aus- und Umbau
Zwischen Dezember 2014 und Mai 2016 wurde ein neues Umkleidegebäude gebaut. Die Kosten lagen bei rund 2,15 Millionen Euro.
2022 stellte der Blumenthaler SV ein Konzept für einen Sportpark am Burgwall vor, dieses umfasste u. a. die umfangreiche Sanierung der in die Jahre gekommenen Bezirkssportanlage inklusive der baufälligen Halle. Außerdem sollen Anlagen für Sportarten wie Leichtathletik, Volleyball, Fußball, Fitness, Streetball, Fußballtennis oder auch Padeltennis geschaffen werden. Zusätzlich soll eine Streetballanlage, ein Soccercage und eine Padeltennisanlage sowie Calisthenics-Anlage entstehen. Außerdem soll eine energetische Autarkie der gesamten Sportanlage sichergestellt werden.
Auch in der Vergangenheit gab es u. a. durch den damaligen Ortsamtsleiter Peter Nowack die Bestrebung am Burgwall-Stadion Regionalliga-taugliche Bedingungen zu schaffen, um für Bremen-Nord ein sportliches Aushängeschild zu schaffen. Da am Burgwall Infrastrukturell bereits die besseren Grundvoraussetzungen herrschten, wurde diese Initiative auch öffentlich durch die SG Aumund-Vegesack unterstützt.
Diese Bestrebungen für eine Sanierung und den Ausbau, der gesamten Anlage und des Stadions wurden 2023 erneut Thema. Unter anderem warb auch die CDU vor der Bürgerschaftswahl für eine Sanierung der maroden Bezirkssportanlage, welche sowohl von den Vereinen als auch von den Grund- und Oberschulen der Stadtteile Blumenthal und Vegesack genutzt wird.
2023 setzte der Blumenthaler SV in Eigeninitiative den ersten Schritt aus seinem Konzept für den Sportpark Burgwall um. Eine Calisthenics-Anlage wurde am Rande der Sportanlagen aufgebaut und zählt von nun an zum Repertoire der Anlage.

## Tribüne
Die Tribüne des Burgwall-Stadions wurde von dem Künstler Willy Vogel und seiner Meisterschülerin Eva Hoppach mit 24 Einzelbildern versehen. Sie zeigen Landschaften, Genre- und Blumenmotive.

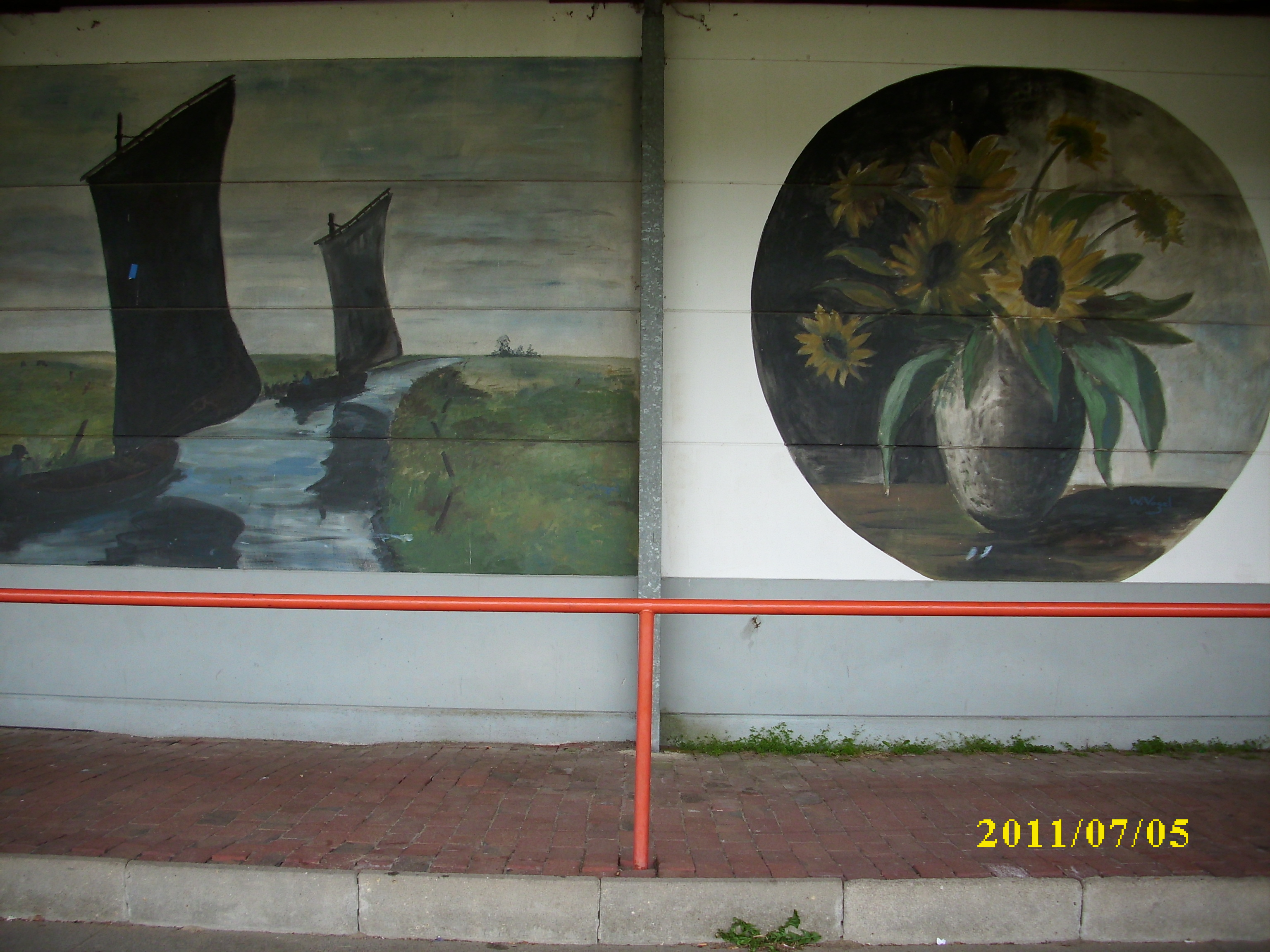
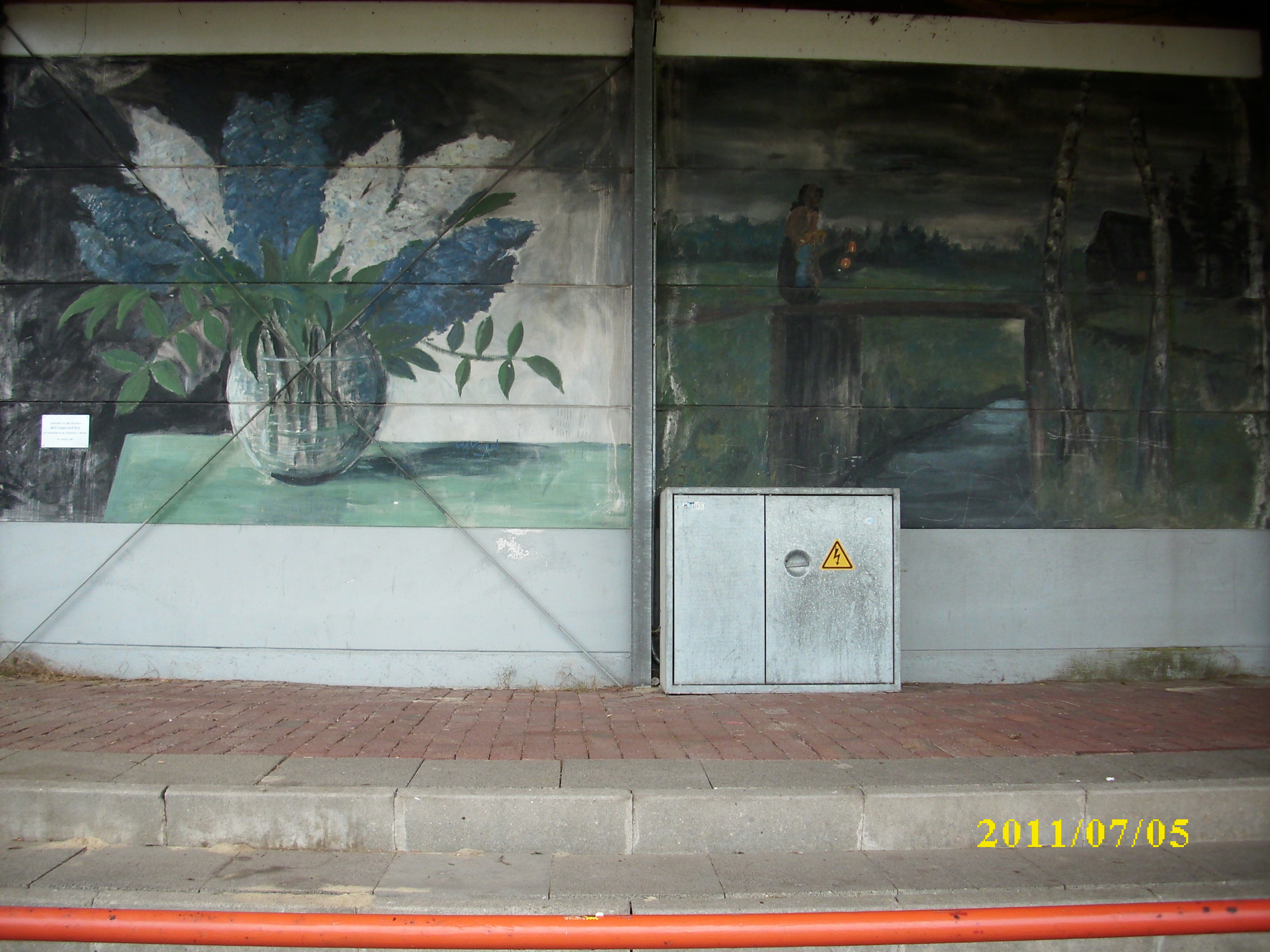
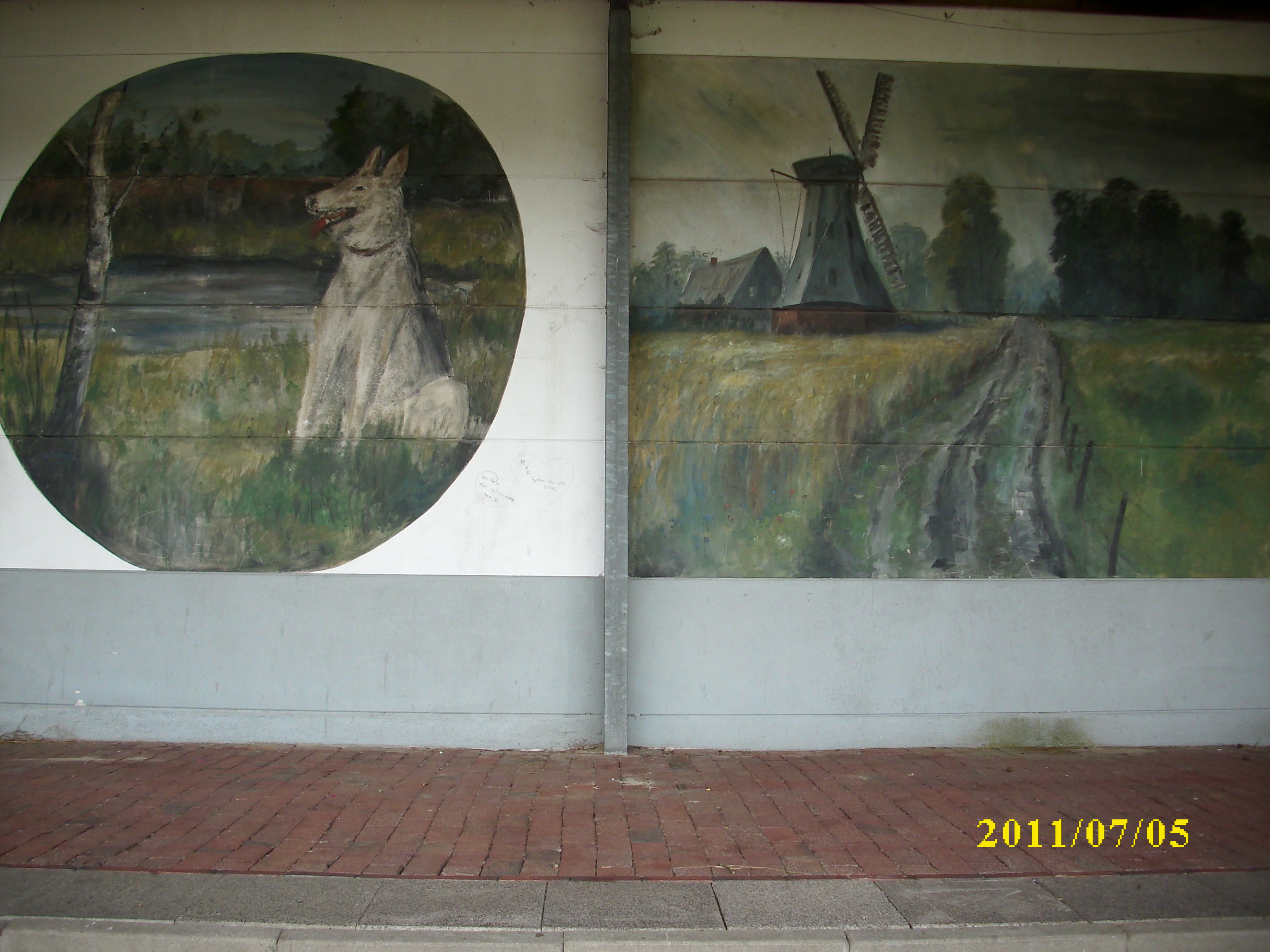
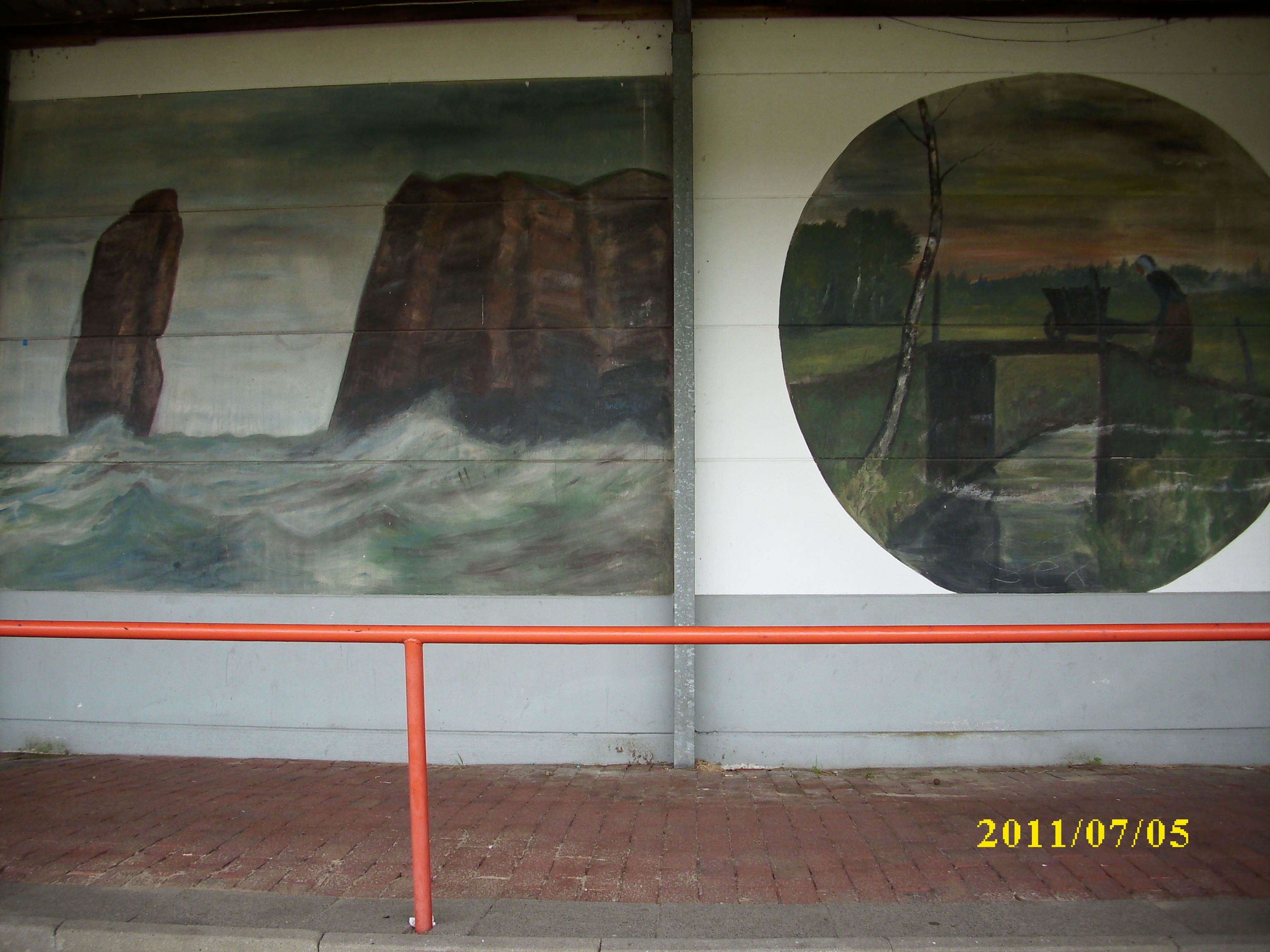
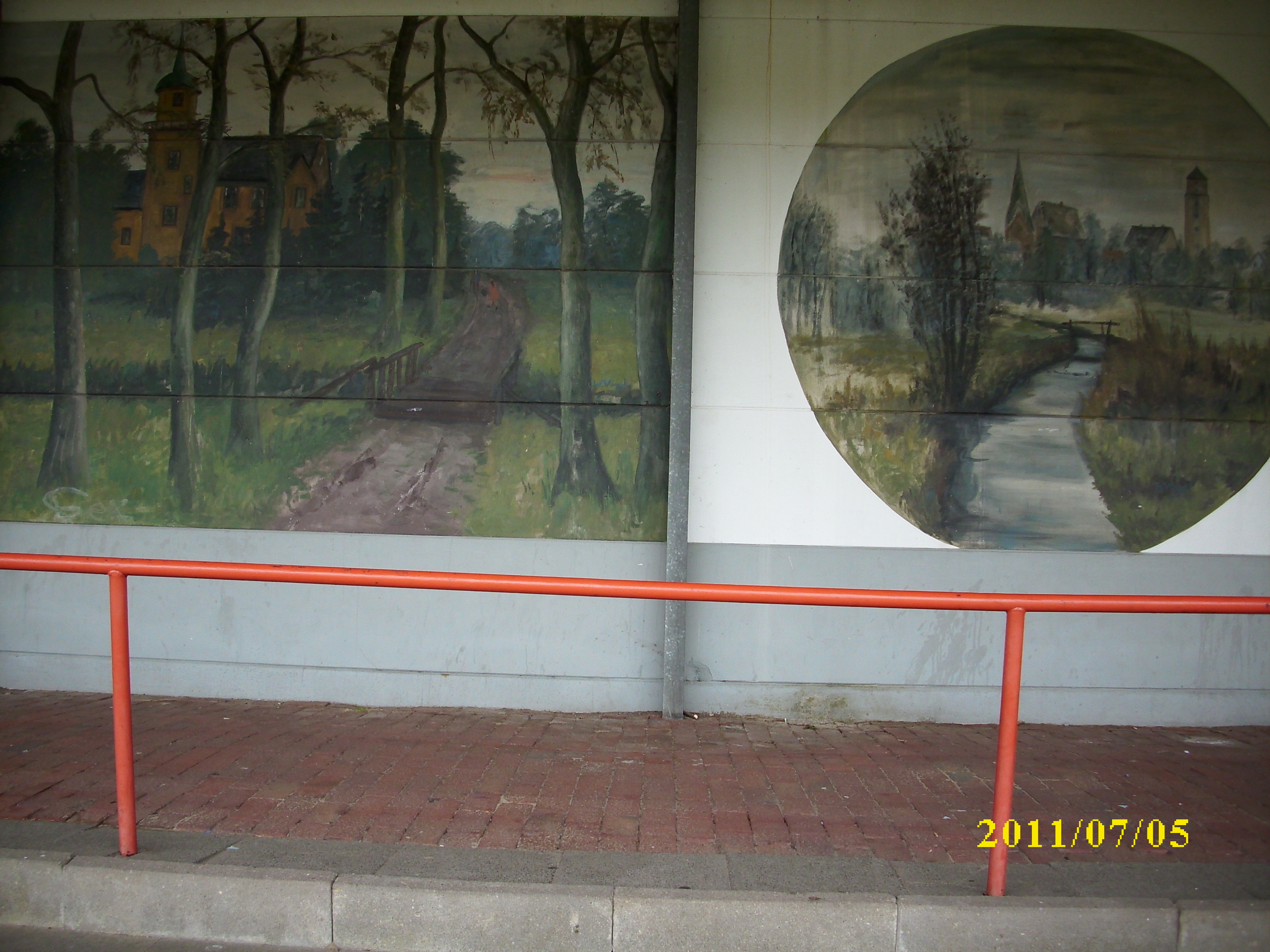
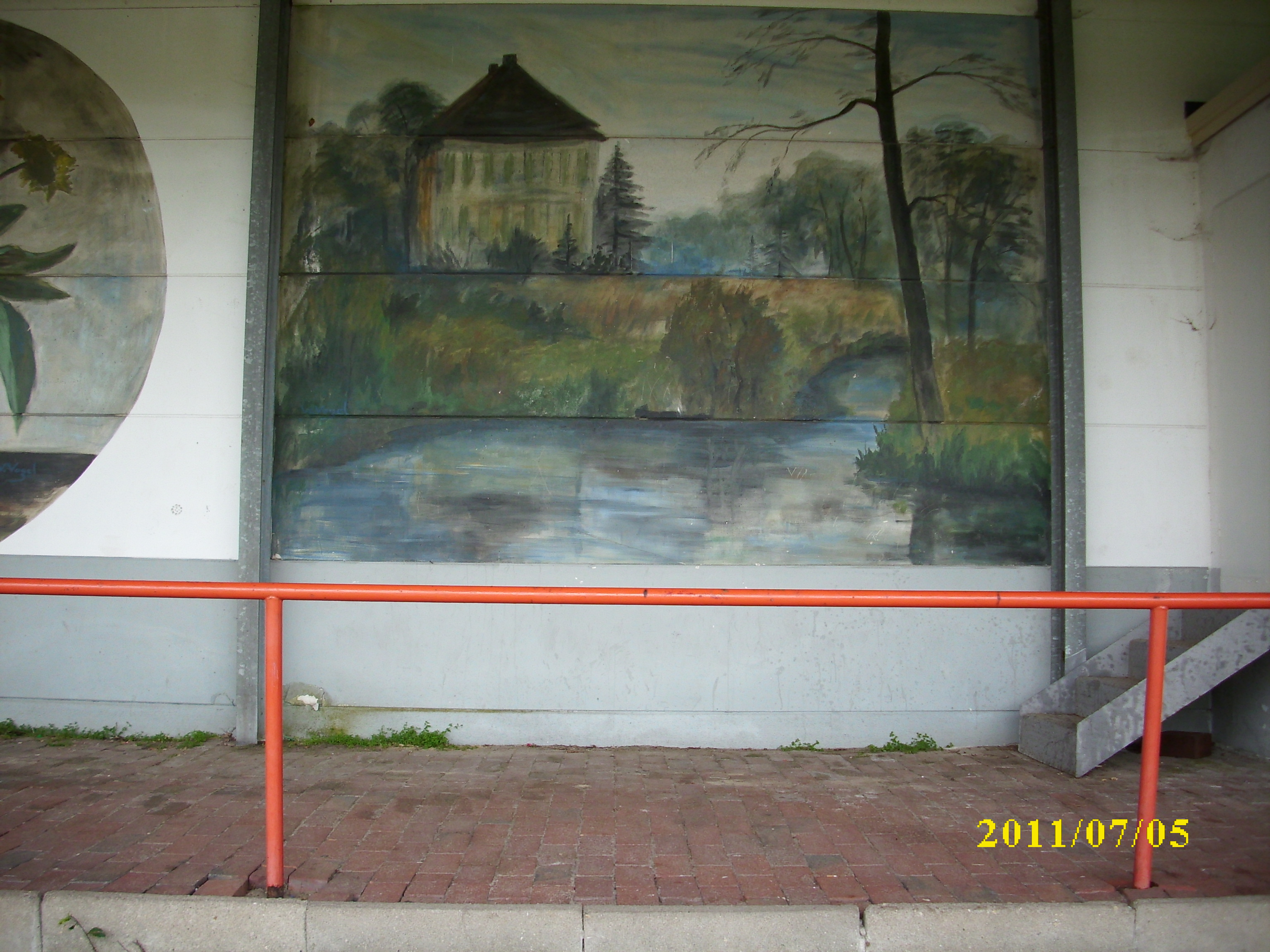